# Château de Kérampoul
Le château de Kérampoul (ou manoir de Karampoul, manoir de Ker an Poul) est un manoir situé à Sarzeau dans le département du Morbihan.

## Localisation
L'édifice se situe au sein du hameau de Penvins, à proximité du littoral océanien de la commune de Sarzeau.

## Historique
Cet ancien corps de ferme est édifié en plusieurs phases de construction, aux XIIIe, XVe et XVIIe siècles. Le manoir et ses terres ont appartenu à la famille de Francheville jusqu'au XVIe siècle, avant de passer aux Cillart, puis aux Gouvello de Keriaval qui en sont les actuels propriétaires,.
Le parc du domaine est aménagé en site de camping en 1959.
Les façades et toitures du bâtiment rectangulaire flanqué d'une tour d'angle sont inscrites au titre des monuments historiques par arrêté du 24 septembre 1968.

## Architecture
Le corps de logis est bâti, selon un plan rectangulaire, en moellons de granite et couvert d'une toiture en ardoises. Une tour, avec bouches à feu, en occupe un angle, qui protège le portail d'accès,. La grande pièce du rez-de-chaussée a peut-être été, à l'origine, un corps de garde. Un pigeonnier a également pu y être aménagé sous les combles.

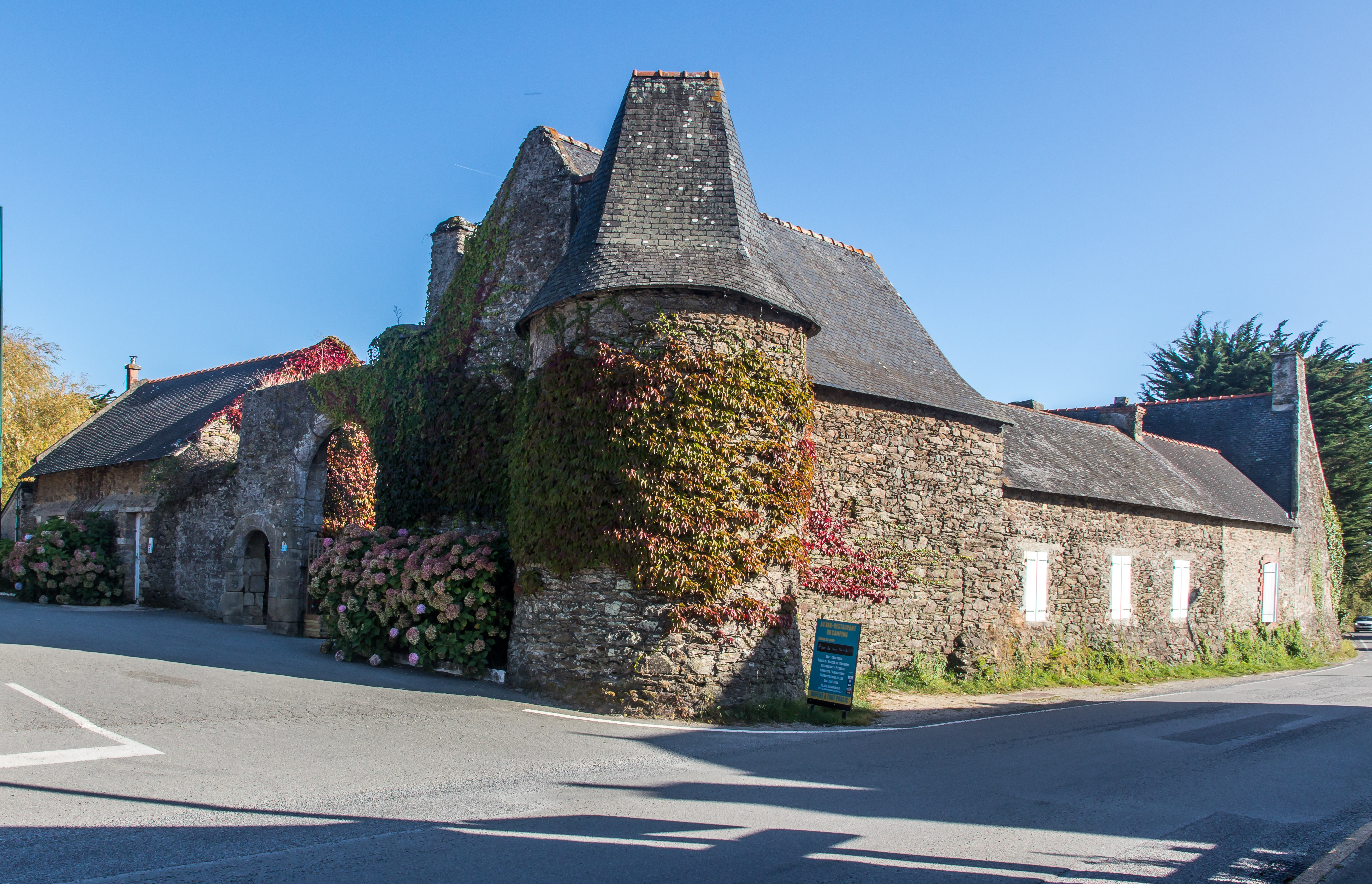
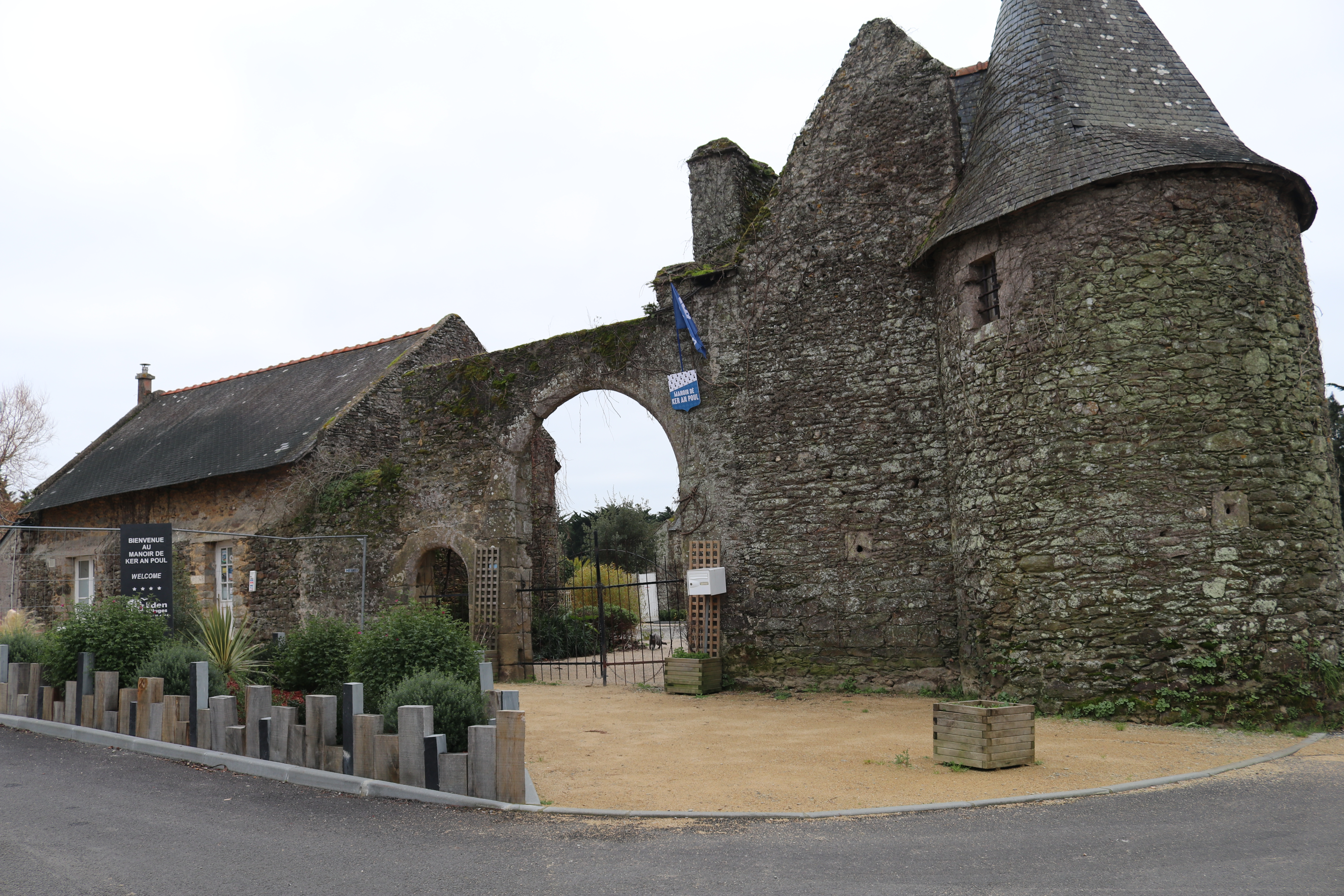

## Camping
La camping est ouvert en 1959, afin de répondre à une demande de l'Automobile Club de l'Ouest, qui recherchait un lieu de villégiature pour ses adhérents en vacances. Il était alors nommé « camp de la Madonne », en référence à la chapelle proche, avant de prendre son nom définitif de « manoir de Ker An Poul » en 2002.
Il occupe une superficie de 6,5 ha, sur lequel sont aménagés 300 emplacement, dont 100 emplacements pour tentes et caravanes, les autres étant occupés par des mobile homes.
Camping 4 étoiles, il est doté de plusieurs infrastructures de loisirs : complexe aquatique, bar-restaurant, terrain multisport… et propose de multiples animations.